# Wassili Petrowitsch Ischewski
Wassili Petrowitsch Ischewski (russisch Василий Петрович Ижевский; * 4. Junijul. / 16. Juni 1863greg. in Rjasan; † 23. Oktober 1926 in Kiew) war ein russisch-sowjetischer Metallurg und Hochschullehrer.

## Leben
Ischewski studierte an der Kaiserlichen Universität Moskau in der Physikalisch-Mathematischen Fakultät mit Abschluss 1887. Er arbeitete dann dort am Lehrstuhl für Chemie. Bald wurde er wegen Beteiligung an Studentenunruhen der Universität verwiesen und arbeitete als Chemiker in der Nikolai-Manufaktur in Wladimir. 1892 konnte er nach Moskau zurückkehren und an der Universität Moskau lehren. 1895 wechselte er zum Moskauer Landwirtschaftsinstitut.
Ab 1899 lehrte Ischewski am Kiewer Polytechnischen Institut. 1903 organisierte er den neuen Lehrstuhl für Metallurgie. 1905 verteidigte er mit Erfolg seine Dissertation über das  Problem  der Hängenden Beschickung des Hochofens und Möglichkeiten der Abhilfe für die Promotion zum Doktor der technischen Wissenschaften. 1912 folgte die Ernennung zum Professor.
Ischewskis Forschungsschwerpunkte waren der Hochofenprozess, die Metallografie, die Elektrometallurgie und die Wärmebehandlung. Für die metallografischen Untersuchungen entwickelte er Ätzmittel. Er entwickelte spezielle Ofentypen und schlug für die Erwärmung von Stahl vor dem Abschrecken Salzschmelzen vor. Zu seinen Schülern gehörten Iwan Bardin, Nikolai Tschischewski und Wassili Wasiljew.
Ischewski starb am 23. Oktober 1926 in Kiew und wurde auf dem Lukjaniwska-Friedhof begraben.